# Pristimantis w-nigrum
Espèce
Synonymes
- Hylodes w-nigrum Boettger, 1892
- Hylodes buergeri Werner, 1899
- Eleutherodactylus buergeri (Werner, 1899)
- Eleutherodactylus w-nigrum (Boettger, 1892)

Statut de conservation UICN

 LC  : Préoccupation mineure
Pristimantis w-nigrum est une espèce d'amphibiens de la famille des Craugastoridae.

## Répartition
Cette espèce se rencontre entre 800 et 3 300 m d'altitude dans la cordillère des Andes :
- en Colombie ;
- en Équateur ;
- dans le nord du Pérou.

## Publication originale
- Boettger, 1892 : Katalog der Batrachier-Sammlung im Museum der Senckenbergischen Naturforschenden Gesellshaft in Frankfurt am Main. Frankfurt am Main, Gebrüder Knauer, p. 1-73 (texte intégral).